# Sulok Zoltán
Sulok Zoltán (1970) közgazdász, a Magyarországi Muszlimok Egyháza nevű iszlám szervezet elnöke. Jelenlegi kutatási területe az iszlám közgazdaságtan.

## Pályafutása
1995-ben a Budapesti Közgazdaságtudományi Egyetem Közgazdasági karán, gazdaságelmélet szakirányon szerzett közgazdász diplomát. 2004-ben a Budapesti Közgazdaságtudományi és Államigazgatási Egyetem Gazdálkodástudományi Karán M.Phil. oklevelet szerzett. 1991-től a Gazdaságkutató Intézet, majd a GKI Gazdaságkutató Zrt. munkatársa, 1995-től kutatásvezetője. Fő kutatási területei a GDP-számítások, a biztosítás, a nyugdíjpénztárak és a kereskedelem voltak.
1993 óta foglalkozik az iszlám vallással, 1995 óta muszlim. Az iszlám világ különböző országaiban neves vallástudósoktól (teológusoktól) tanult. A vallási párbeszéd elkötelezett híve.
2000 szeptemberében létrehozott Magyarországi Muszlimok Egyháza alapító tagja. 2001-től a Magyarországi Muszlimok Egyházának elnöke és hitoktatója.
A 2010-ben létrehozott European Muslims Rights Council (EMRIC) alapító tagja. Jelenlegi kutatási területe az iszlám közgazdaságtan. Az iszlám gazdasági rendszerét, illetve az iszlámnak a mai kor problémáira adott megoldásait bemutató cikkek és tanulmányok szerzője, iszlám vallási könyvek lektora, valamint az iszlámmal foglalkozó diplomamunkák konzulense és bírálója. Hazai és nemzetközi fórumokon rendszeresen képviseli a magyarországi muszlimokat.

## Vallási vezető
Mint vallási vezető a párbeszéd és az iszlám hitelvei bemutatása híve. A Mohamed-gúnyrajzok publikálása után így nyilatkozott: „a párbeszédre azért is nagy szükség van, mert a magyar sajtó képviselőnek meglehetősen hiányos ismeretei vannak az iszlámról.” A Goldziher Ignác Intézet vallásközi párbeszéd konferenciáján is hallhatták előadását.

## Közgazdaságtani írásai
- Gazdasági forgatókönyvek az ezredfordulón; BKÁE Jövőkutatási Tanszék, Bp., 2000 (Jövőtanulmányok)
- A felszámolási eljárások hatása a foglalkoztatottságra
- A gyógyszer-forgalmazás helyzete, a piaci szereplők törekvése és perspektívái
- A sávszélesítés és a deviza-liberalizálás hatása az üzleti szférára
- Economic impact analysis of Hungary's access to the EU with the help of the D…
- From socialism to capitalism in Hungary
- Gazdasági fejlődés és felsőoktatás, 2000-2020
- Prospects of the Hungarian economy
- Regional differences in the Hungarian economy[4]
- A befektetői igények érvényesítése a humán erőforrás fejlesztésben
- A felvásárlások és összeolvadások (M & A ügyletek) alakulása Magyarországon
- A nyugdíjkorhatár-emelés hatásainak vizsgálata, különös tekintettel a korhatá…
- Előrejelzés a magyar és a világgazdaság fejlődésére a 2002-2007 közötti idős…
- Tíz év - tíz tanulmány
- Üzleti előrejelzés 2006-ig[5]